# Gapan
Gapan is een stad in de Filipijnse provincie Nueva Ecija op het eiland Luzon. Bij de laatste census in 2007 had de stad bijna 99 duizend inwoners.

## Geografie

### Bestuurlijke indeling
Gapan is onderverdeeld in de volgende 23 barangays:
| - Bayanihan - Balante - Bulak - Bungo - Kapalangan - Mabunga - Maburak - Mahipon - Makabaclay - Malimba - Mangino - Marelo | - Pambuan - Parcutela - Puting Tubig - San Lorenzo - San Nicolas - San Roque - San Vicente - Santa Cruz - Santo Cristo Norte - Santo Cristo Sur - Santo Niño |

## Demografie
Gapan had bij de census van 2007 een inwoneraantal van 98.795 mensen. Dit zijn 9.596 mensen (10,8%) meer dan bij de vorige census van 2000. De gemiddelde jaarlijkse groei komt daarmee uit op 1,42%, hetgeen lager is dan het landelijk jaarlijks gemiddelde over deze periode (2,04%). Vergeleken met de census van 1995 is het aantal mensen met 21.060 (27,1%) toegenomen.

De bevolkingsdichtheid van Gapan was ten tijde van de laatste census, met 98.795 inwoners op 185,68 km², 532,1 mensen per km².

## Geboren in Gapan
- Miguel Zaragoza (29 september 1847), schilder, illustrator en schrijver (overleden 1923)
- Paulino Garcia (6 februari 1907), medicus en minister (overleden 1968)
- Ligaya Perez (18 mei 1924), schrijfster

Aliaga · Bongabon · Cabanatuan · Cabiao · Carranglan · Cuyapo · Gabaldon · Gapan · General Mamerto Natividad · General Tinio · Guimba · Jaen · Laur · Licab · Llanera · Lupao · Nampicuan · Palayan · Pantabangan · Peñaranda · Quezon · Rizal · San Antonio · San Isidro · San Jose · San Leonardo · Santa Rosa · Santo Domingo · Muñoz · Talavera · Talugtug · Zaragoza